# Église Notre-Dame de Fresnay-sur-Sarthe
Pour les articles homonymes, voir Église Notre-Dame.
L'église Notre-Dame est une église catholique située à Fresnay-sur-Sarthe, en France.

## Localisation
L'église est située dans le centre-ville de Fresnay-sur-Sarthe, dans le département français de la Sarthe.

## Historique
La construction de l'église date du troisième quart du XIIe siècle. L'église se compose de trois travées. Pour Eugène Lefèvre-Pontalis, par son mélange d'assises de couleur que l'on retrouve dans les bas-côtés de la cathédrale du Mans remaniée par l'évêque Guillaume de Passavant et consacrée en 1158, cela montre que la construction de l'église doit être postérieure à celle de la cathédrale. Dans le Bulletin paroissial de 1924, le chanoine Didion, curé de Fresnay, affirme que la construction de l'église est l'œuvre de Roscelin, vicomte de Beaumont et qu'elle aurait été commencée sous le prieur de Saint-Léonard, Jean de Pontlogot, moine de Saint-Aubin d'Angers depuis 1125, et qui a résidé à Fresnay de 1158 à 1170. La construction aurait commencé par le chœur en hémicycle pour se continuer par les travées suivantes. La troisième travée, la façade et le clocher qui surmonte la dernière travée ont été édifiés sous Richard, vicomte de Beaumont, successeur de Roscelin.
En 1865 et 1866, par suite de l'accroissement de la population, on a ajouté un croisillon de chaque côté de la dernière travée pour former un transept. L'ensemble de l'église est restauré en 1881 avec la réalisation de peintures murales.
La porte en bois date de 1528.

## Protection
L'édifice est classé au titre des Monuments historiques depuis le 11 décembre 1912, à l'exception des deux chapelles modernes de l'abside.

## Architecture
L'église avait à l'origine trois travées se terminant par un chevet en hémicycle. L'appareil est différent dans chaque travée. La première travée a été édifiée en pierre calcaire. Dans la deuxième, les pierres blanches et le grès roussard alternent, même dans les ogives. Dans la troisième, seul le roussard est utilisé comme pour la façade. La travée près du chœur qui soutient le clocher est plus solidement bâtie. Les deux doubleaux situés de part et d'autre sont à double rouleau tandis que les autres doubleaux séparant les travaux sont à un seul rang de claveaux.

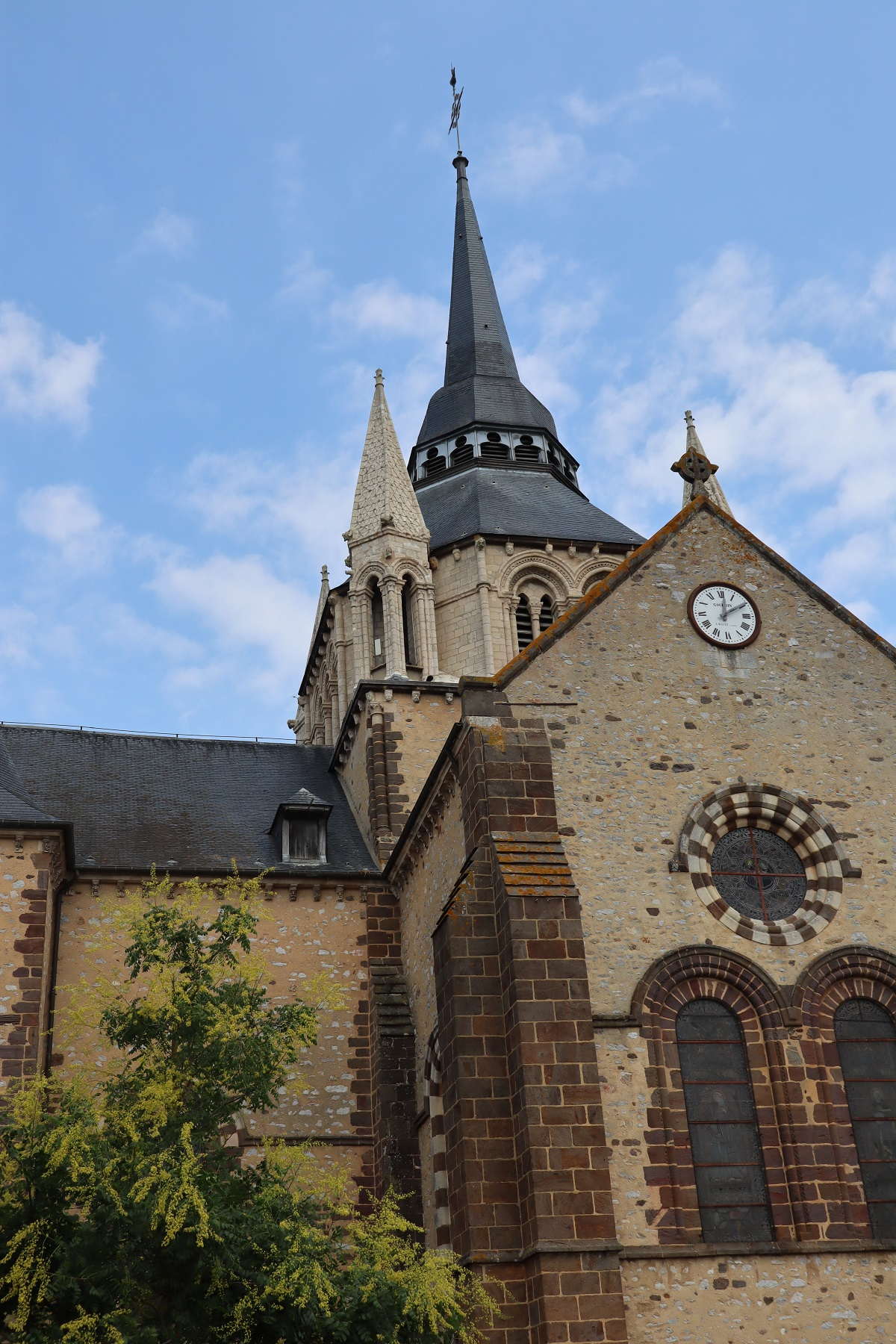
Vue du clocher.

Les croisillons ont été construits en 1865/1866. Pour permettre la liaison entre les croisillons et la nef, on a démonté les murs latéraux de la travée pour les remonter à l'extrémité des croisillons. Ces murs latéraux ont été remplacés par deux grands arcs brisés semblables à ceux de la nef, moins élevés et plus étroits et retombant sur des demi-colonnes.
Le clocher se compose de trois parties :
- un soubassement carré sans ouverture et sans décoration à l'exception de petites colonnes engagées dans les angles,
- une tour octogonale. Le passage du carré à l'octogone est masqué par quatre clochetons hexagonaux. Cette partie de la tour est éclairée par huit fenêtre géminées.
- une flèche en bois recouverte d'ardoise. Elle a été restaurée en 1954. Une petite galerie a alors été rétablie au tiers de la hauteur.

## Orgue

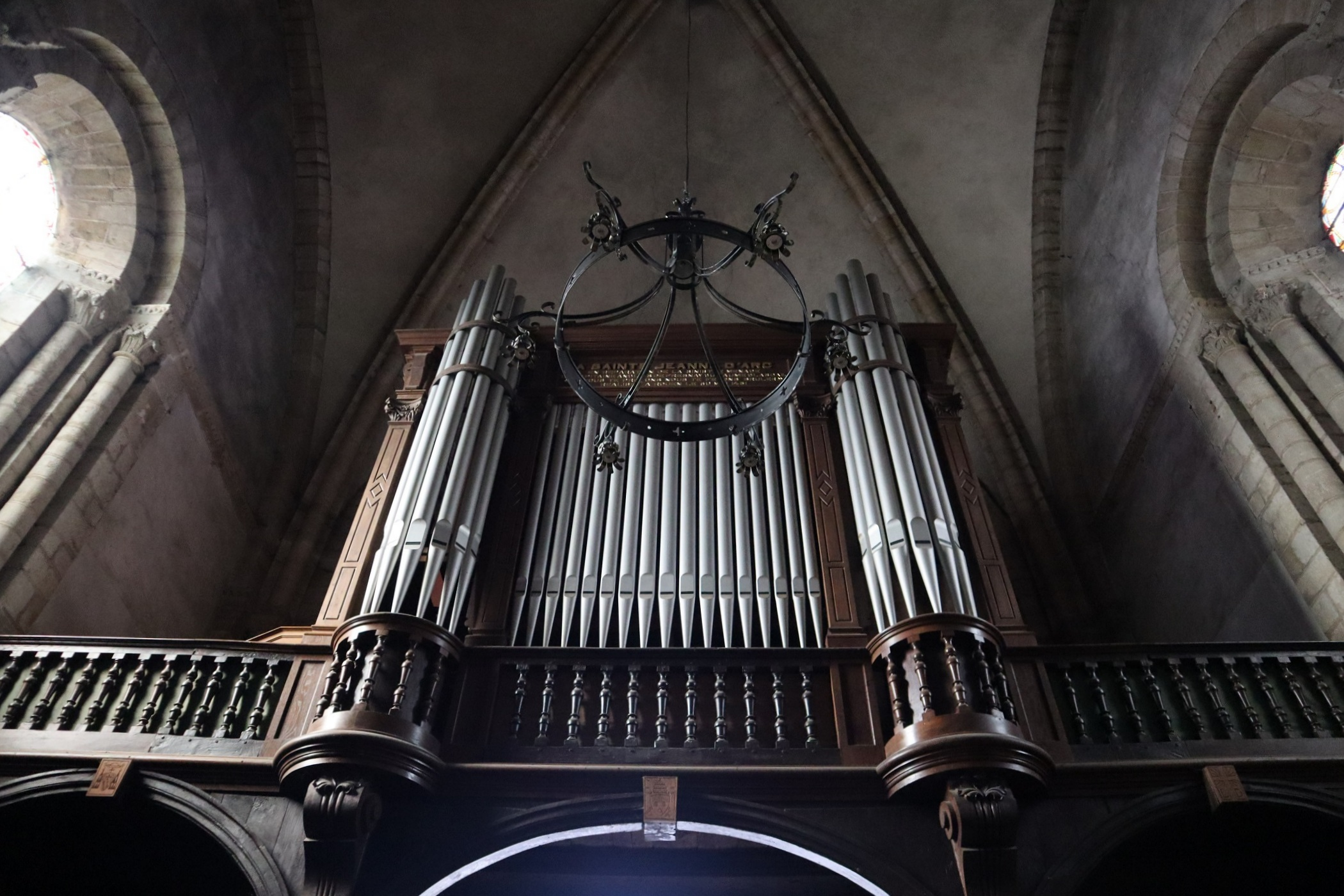
Orgue.

L'église possède un orgue construit par la Maison L. Debierre-G. Gloton successeur, à Nantes, à l'initiative de l'abbé Didion, curé de Fresnay-sur-Sarthe jusqu'en 1936. L'orgue de 12 jeux a été construit à partir de 1931. Il est inauguré le 17 juillet 1932 par Léon Biautte. Il est béni par l'évêque du Mans Georges Grente, le 16 octobre 1932.

## Sculptures

### Stèle funéraire desBraindaux
Lors de la restauration du mur de l'église, on a découvert à la fin du XIXe siècle un relief funéraire de 60 cm sur 40 cm datant du milieu du XVe siècle représentant un homme et une femme aux pieds de saint Come et saint Damien. Au-dessous du groupe on peut lire :
Anime Gulli et Johannis les Braindaux suarunque uxorum in hac eclia [ecclesia] alibive facentium et omnium fideliu defunctorum cum Christo requiescant in pace amen et nos a cunctis sanemur langoribus amen (Que les âmes de Guillaume et Jean Les Braindaux et de leurs épouses dont les corps reposent dans cette église ou ailleurs et que celle de tous les fidèles trépassés reposent en paix avec le Christ - Amen - Et que nous soyons guéris de tous nos maux. Amen).

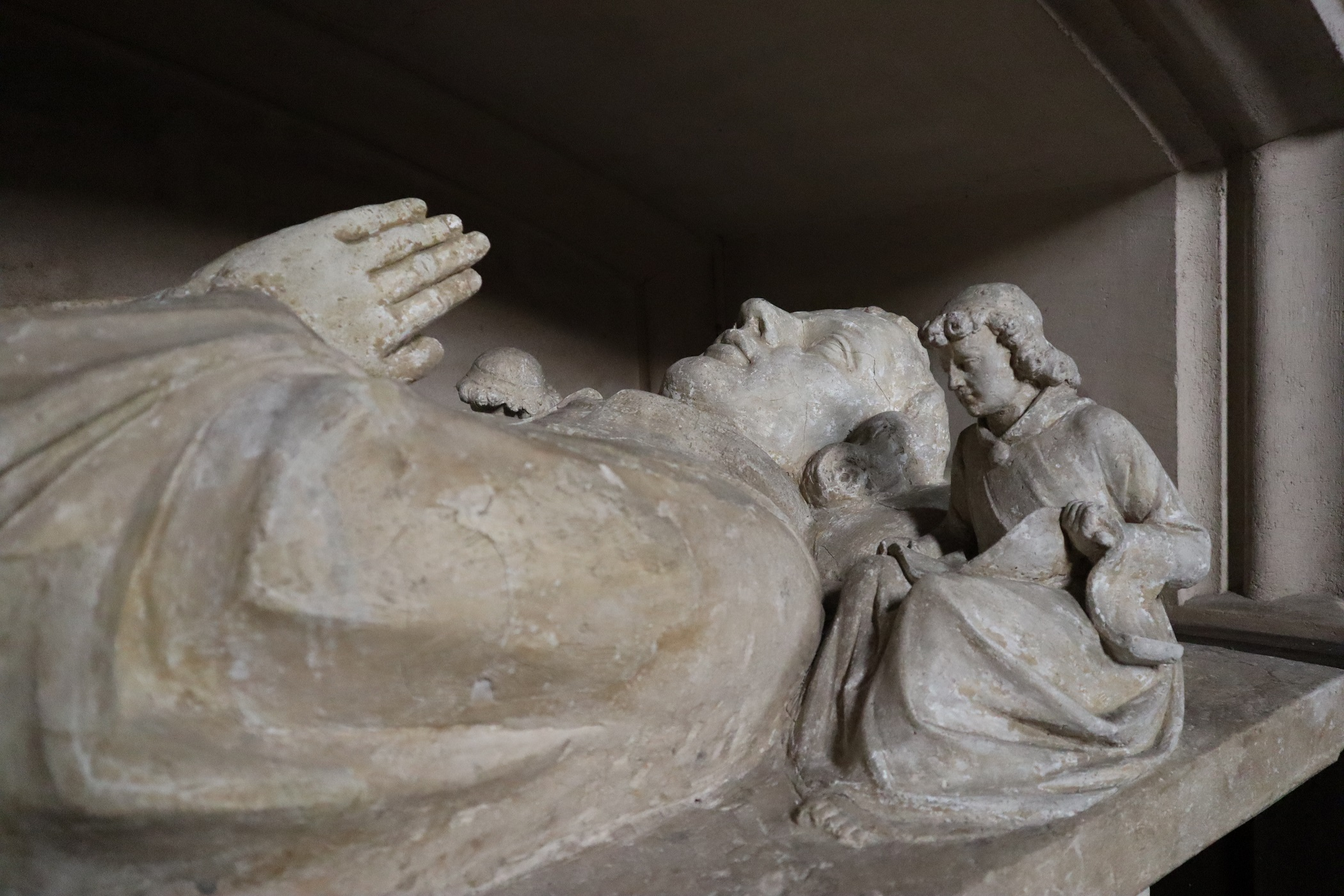
Gisant de Jean Brindel.

### Pierre tombale de Jean Brindel
La pierre tombale de Jean Brindel a été découverte en 1910.
Les statues ont été décapitées probablement au cours du sac de l'église par les protestants en 1562. Elles ont été refaites par le sculpteur Le Feuvre, du Mans, en 1909.

### Porte principale
La porte en chêne date de 1528. Chaque vantail est composé de deux parties inégales.
La partie supérieure du vantail de gauche est divisée en treize panneaux représentant l'arbre de Jessé. L'ancêtre de David l'espace de trois panneaux inférieurs. De sa poitrine sort un tronc d'arbre dont les branches parcourent les autres panneaux et se terminent par une fleur. La Vierge et l'Enfant Jésus se trouvent en haut du montant du vantail.
Le vantail de droite est divisé en quinze panneaux. Au sommet est représenté le Christ crucifié entouré des deux larrons. Les apôtres sont représentés sur les autres panneaux.

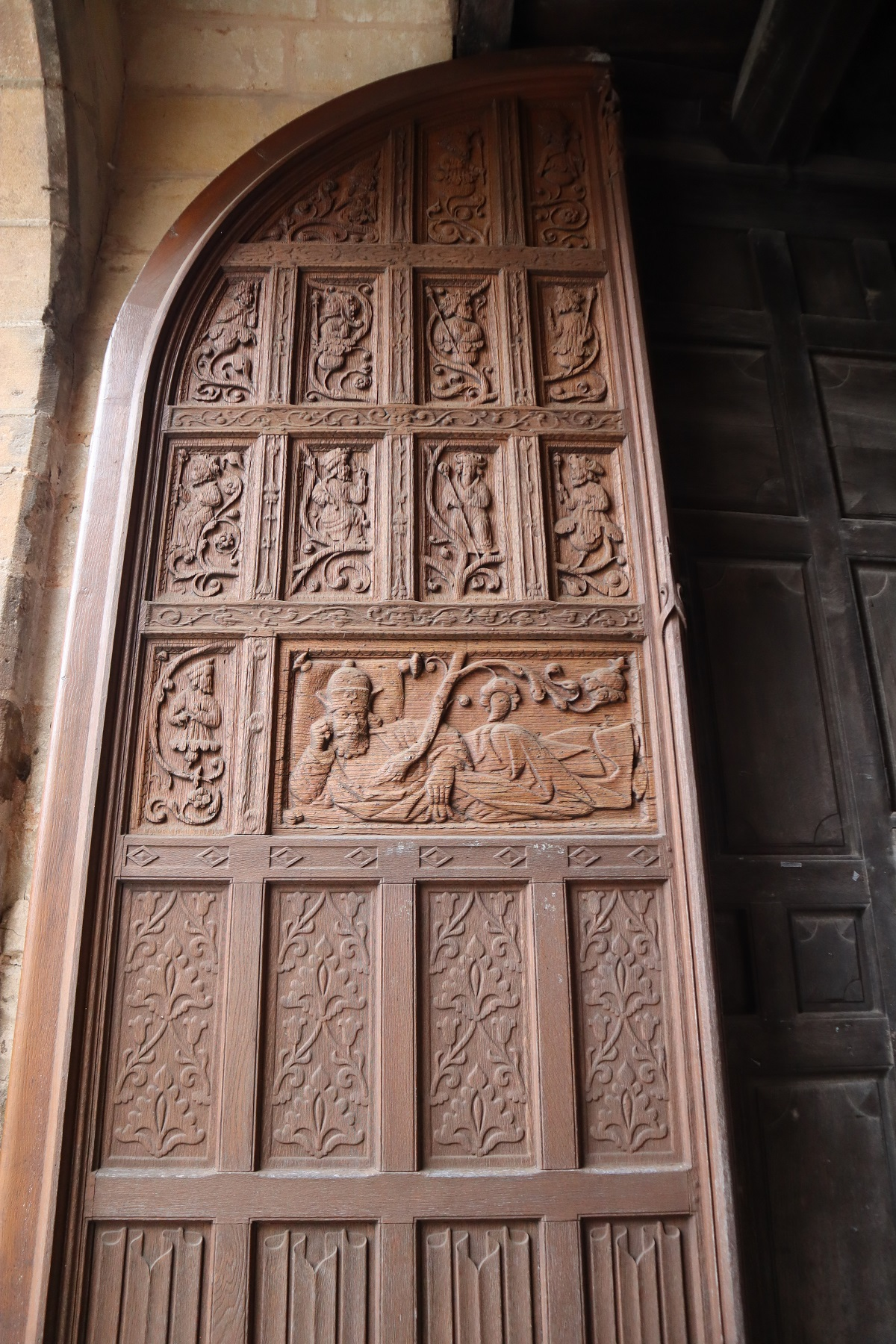
Vantail de gauche avec la représentation de l'arbre de Jessé.
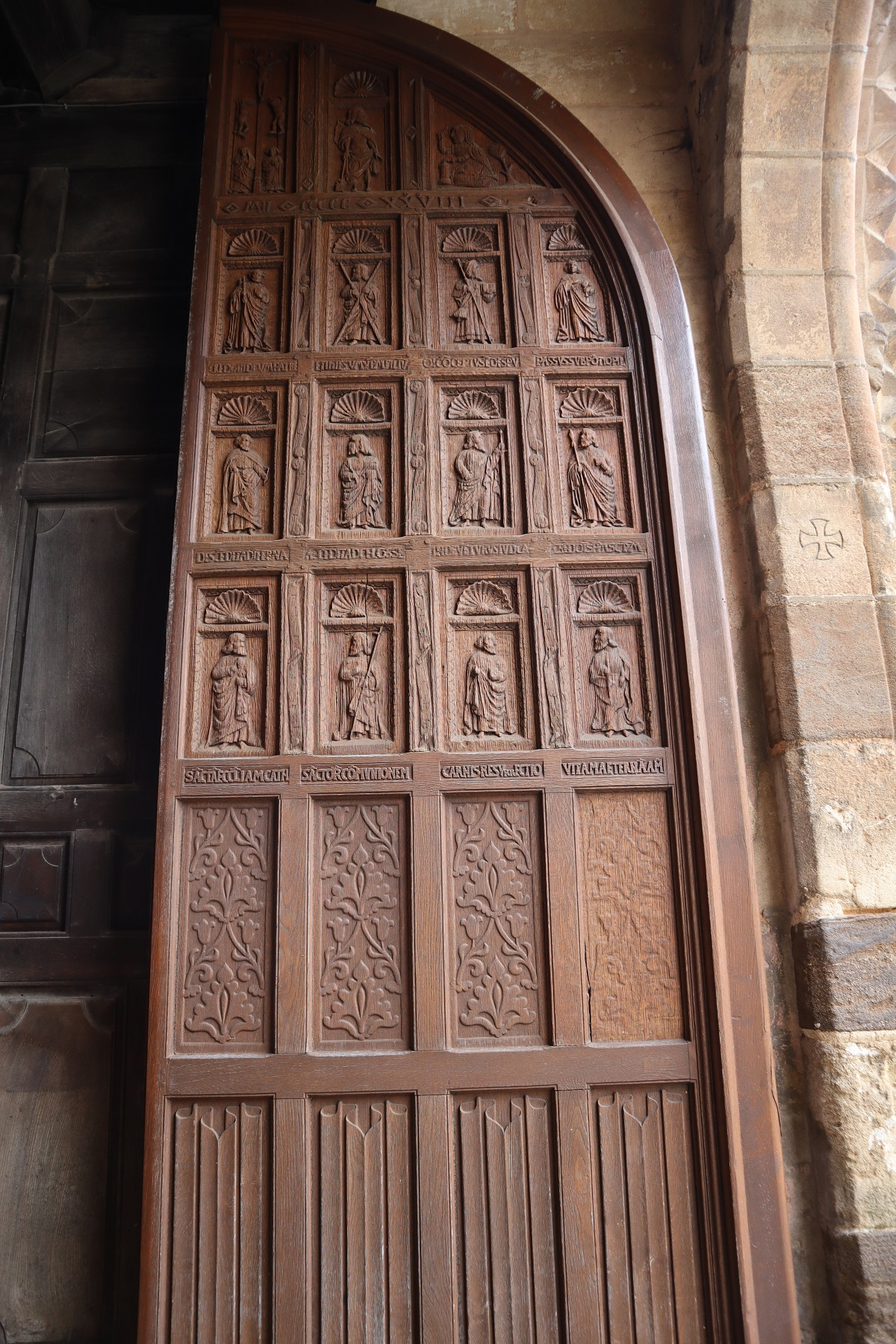
Vantail de droite avec la représentation des apôtres avec le Christ en croix et les deux larrons.
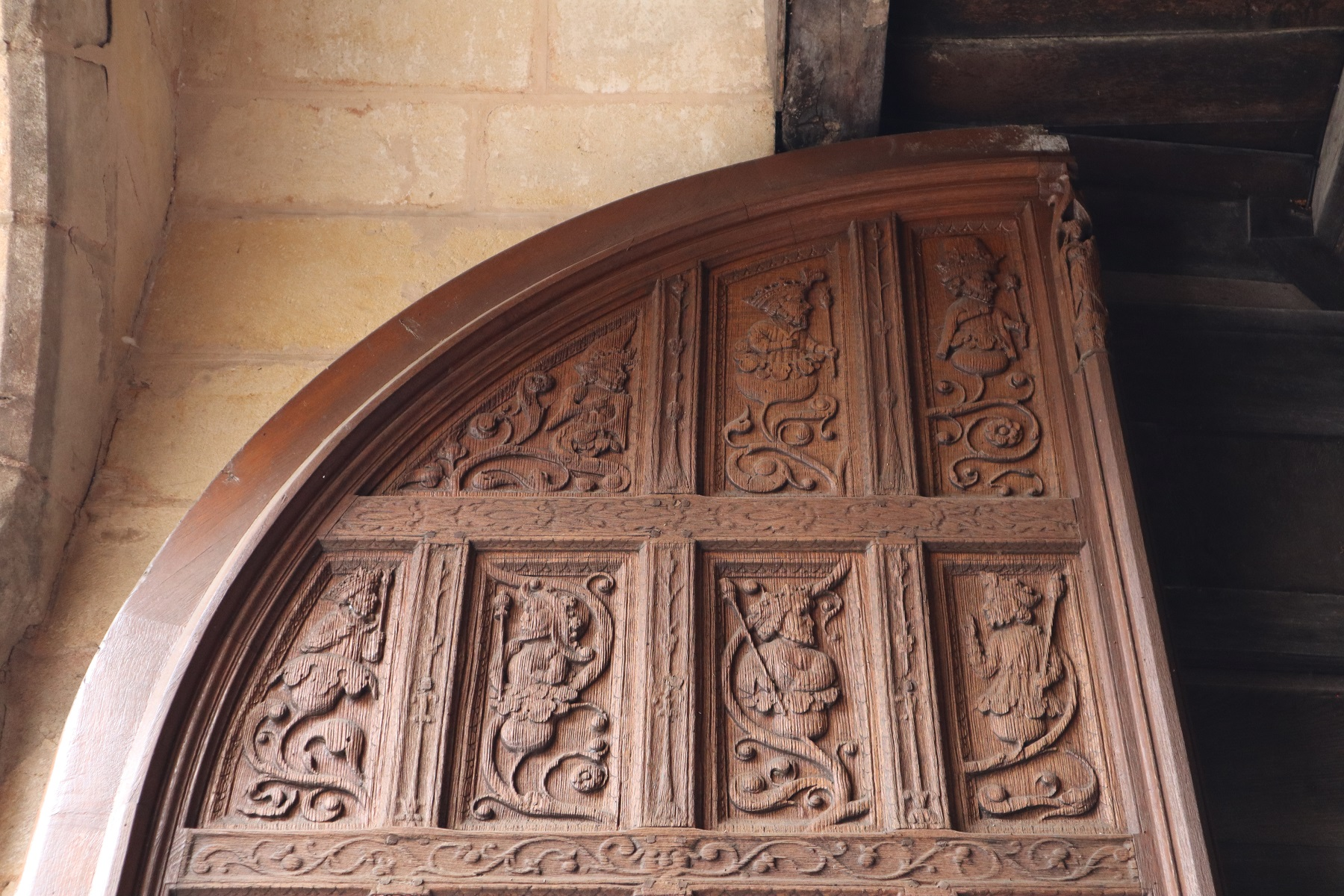
Partie supérieure du vantail de gauche.
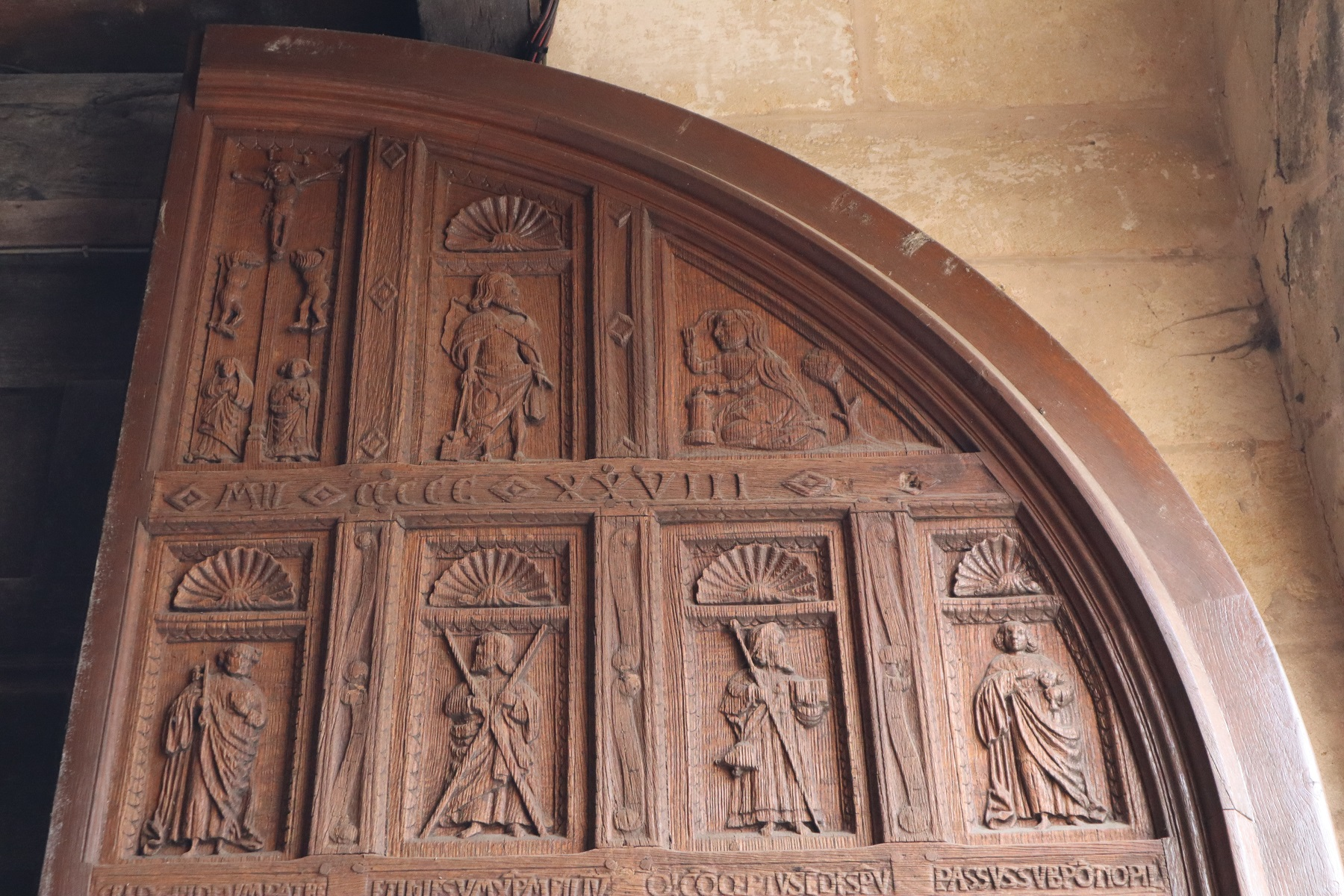
Partie supérieure du vantail de droite.

## Mobilier
- Bénitiers donnés en 1679.
- Bancs de bois datant de 1766.